# 전제 정치
전제 정치(專制政治, 영어: autocracy)는 단일 개체가 절대 권력으로 통치하는 정부 형태이다. 군주·귀족·독재자·계급 정당의 어느 것이나를 불문하고, 지배자가 국가의 모든 권력을 장악하여 아무런 제한이나 구속 없이 마음대로 그 권력을 운용하는 정치 체제를 말한다. 민주정치·입헌정치·공화정치의 반대 개념으로서 권위주의, 독재 정치의 일종으로 분류되기도 한다.

## 같이 보기
- 중앙집권
- 도둑정치
- 과두제
- 국가주의
- 삼두정치